# Junker Jørgensen
Junker Daniel Jørgensen (17 de maio de 1946 — 8 de janeiro de 1989) foi ciclista dinamarquês, um dos atletas que representou a Dinamarca nos Jogos Olímpicos de 1972, em Munique, onde competiu e terminou em décimo primeiro lugar no contrarrelógio por equipes de 100 km.